# João Bello de Oliveira Filho
João Bello de Oliveira Filho (Porciúncula, 20 de setembro de 1908 - 2002) foi um político brasileiro do estado de Minas Gerais.
Foi prefeito da cidade de Carangola em 1951.
Foi deputado estadual em Minas Gerais, durante o período de 1955 a 1979 (da 3ª até a 8ª legislatura na Assembleia Mineira), totalizando seis mandatos consecutivos, sendo que os três primeiros foram pelo PR e os demais pela ARENA.
Ocupou a Secretaria de Estado do Trabalho, Ação Social e Desportos, durante o governo Aureliano Chaves.